# السیاسة المدنیة
السياسة المدنية از مشهورترین آثار فارابی راجع به فلسفهٔ سیاسی است. فارابی در این کتاب به مفهوم قدرت سیاسی و تعریف حکومت آرمانی در مدینهٔ فاضله می‌پردازد.
این رساله را حسن ملکشاهی به فارسی ترجمه کرده‌است.